# Anglity
Anglity (deutsch Angnitten) ist ein Dorf im Powiat Elbląski (Elbinger Kreis) in der polnischen Woiwodschaft Ermland-Masuren. Es ist der Verwaltungseinheit Gmina Pasłęk (Preußisch Holland) zugeordnet.

## Geographische Lage
Das Dorf liegt im ehemaligen Ostpreußen, in der historischen Landschaft Oberland, etwa 85 Kilometer südsüdwestlich von Königsberg, 23 Kilometer ostsüdöstlich von Elbing und sieben Kilometer nordöstlich der Stadt Preußisch Holland (Pasłęk).

## Geschichte

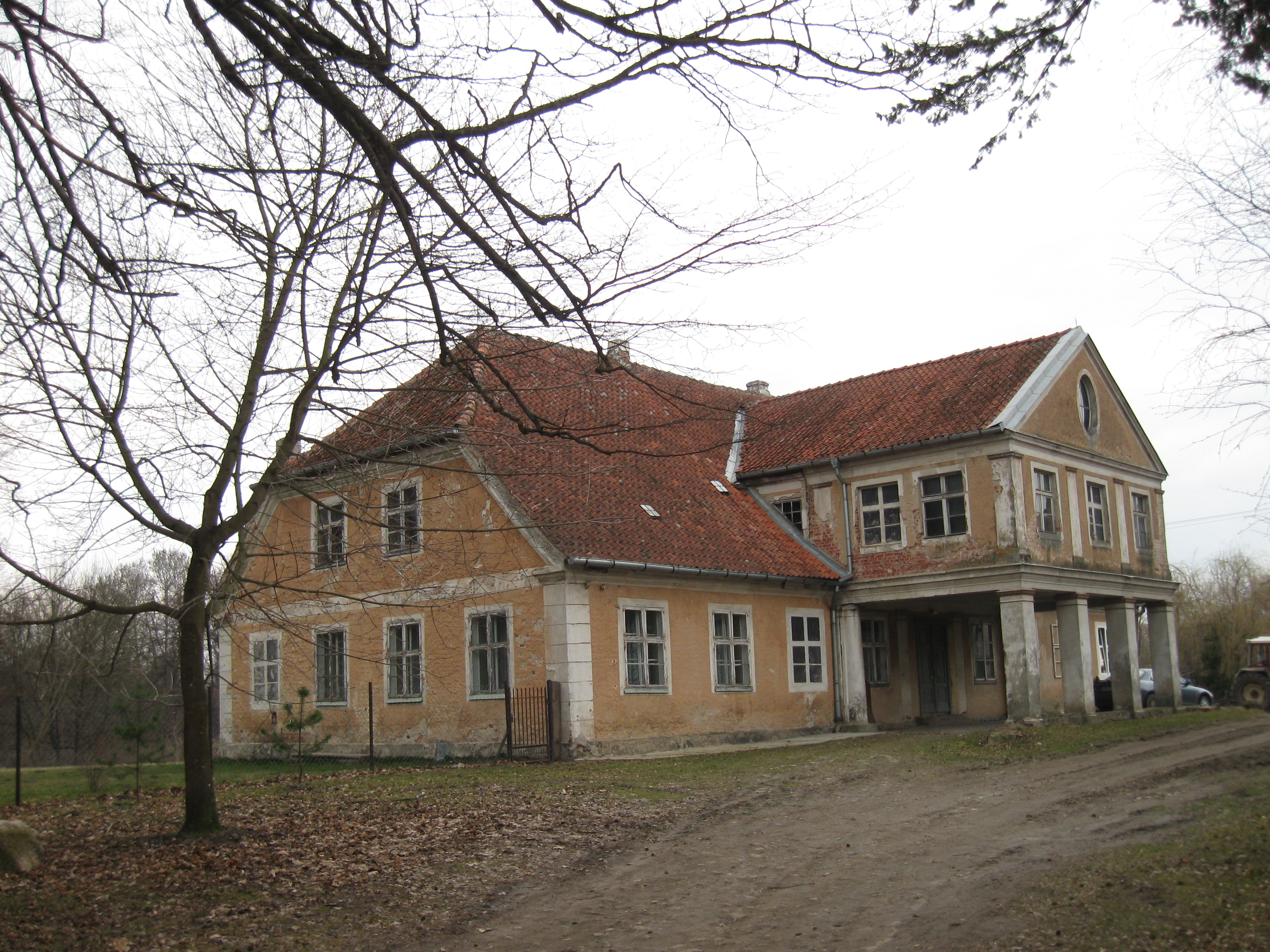
Ehemaliges Gutshaus Angnitten (2010)

Die Ortschaft Angnitten wird urkundlich erstmals am 8. April 1335 in einem zu Marienburg vom Hochmeister Luther von Braunschweig ausgefertigten Dokument erwähnt, mit dem er den Söhnen des Herman Boryn die Hälfte der Güter Paskaynen (Peiskam) und die Güter Angliten (Angnitten) und Koke (Koken) sowie einen Teil der Güter Bonusdorff (Briensdorf) und in anderen Orten des Elbinger Gebiets zu kulmischem Recht bestätigt.
Am Anfang des 17. Jahrhunderts saß Balzer von Radau („Radowen“) auf Angnitten und Koppeln, dem Kurfürst Johann Sigismund, Markgraf zu Brandenburg, am 27. Februar 1618 das Bauerndorf Caimen (Kaymen) erblich zu kulmischem Recht verschrieb.
Im Jahr 1785 wird Angnitten, auch Anglitten oder Agnitten genannt, als ein adliges Vorwerk oder adliger Hof mit fünf Feuerstellen (Haushaltungen) bezeichnet, dessen Besitzer ein v. Rekowski ist.
Wilhelm von Schrötter auf Angnitten heiratete am 19. Januar 1846 Friederike Marie Caroline Wilhelmine Reichsgräfin und Burggräfin von Dohna-Schlobitten (* 14. Mai 1818; † 8. Januar 1848). Aus der Ehe ging eine Tochter hervor, Amélie Friederike Karoline Freiin von Schrötter (* 29. November 1846 in Königsberg; † 20. Juli 1902 in Berlin). Sie wurde später Besitzerin des elterlichen Gutes Angnitten mit Warnikam und Golbitten, zusammen etwa 408 Hektar. Am 2. Oktober 1865 heiratete sie auf Angnitten Ludwig Bodo Wilhelm Friedrich Freiherr von Minningerode. Ihr Mann wurde Reichstagsabgeordneter und war seit 1884 Mitglied des preußischen Staatsrats. Die Ehe blieb kinderlos. Das Gut Angnitten blieb bis 1945 im Besitz von Mitgliedern der Familie Minnigerode.
Am 1. April 1927 hatte das Rittergut Angnitten eine Flächengröße von 290 Hektar, und am 16. Juni 1925 hatte der Gutsbezirk 112 Einwohner. Zu gleichen Zeiten hatten das benachbarte Rittergut Kaymen eine Flächengröße von 294 Hektar und 54 Einwohner sowie das benachbarte Rittergut Koppeln eine Flächengröße von 354 Hektar und 73 Einwohner. Das benachbarte Dorf Golbitten hatte im Jahr 1913 eine Gemarkungsfläche von 279 Hektar und im Jahr 1910 nur 78 Einwohner. Am 30. September 1928 wurden
die Landgemeinde Golbitten und die Gutsbezirke Angnitten (teilweise), Kaymen und Koppeln zur neuen Landgemeinde Angnitten zusammengeschlossen.
Angnitten gehörte im Jahr 1945 zum Landkreis Preußisch Holland im Regierungsbezirk Königsberg im Gau Ostpreußen des Deutschen Reichs. Angnitten war Sitz des Amtsbezirks Angnitten.
Gegen Ende des Zweiten Weltkriegs wurde die Region im Frühjahr 1945 von der Roten Armee besetzt. Anschließend wurde Angnitten zusammen mit der gesamten südlichen Hälfte Ostpreußens von der Sowjetunion besatzungsrechtlich der Volksrepublik Polen zur Verwaltung überlassen. Der Ortsname wurde zu ‚Anglity‘ polonisiert. In der Folgezeit wurde die einheimische Bevölkerung von der polnischen Administration aus dem Kreisgebiet vertrieben.

### Demographie
| Jahr | Einwohner | Anmerkungen |
| ---- | --------- | --- |
| 1782 | –         | auch Anglitten oder Agnitten genannt, adliges Vorwerk oder adliger Hof, mit fünf Feuerstellen (Haushaltungen), einem v. Rekowski gehörig |
| 1818 | 035       | adliges Bauerndorf |
| 1832 | 064       | Vorwerk, mit sieben Häusern |
| 1858 | 094       | Rittergut, mit einer Gemarkungsfläche von 753 Morgen; davon 91 Evangelische und drei Katholiken, in sieben Wohngebäuden                  |
| 1864 | 083       | am 3. Dezember, Gutsbezirk, mit einer Flächengröße von 719,95 Morgen und sieben Wohngebäuden                                             |
| 1867 | 092       | am 3. Dezember, Rittergut |
| 1871 | 090       | am 1. Dezember, Rittergut, sämtlich Evangelische, in sechs Wohngebäuden                                                                  |
| 1885 | 098       | am 1. Dezember, Gutsbezirk mit einer Flächengröße von 189 Hektar; davon 95 Evangelische und drei Katholiken                              |
| 1895 | 086       | am 2. Dezember, Gutsbezirk mit einer Flächengröße von 189,2 Hektar; sämtlich Evangelische, in sieben Wohngebäuden                        |
| 1910 | 085       | am 1. Dezember |
| 1925 | 112       | Gutsbezirk, am 16. Juni 1925 |
| 1933 | 265       | Landgemeinde |
| 1939 | 277       | Landgemeinde |

## Persönlichkeiten
- Katharine Sophie Albertine Caroline Reichsgräfin und Burggräfin zu Dohna-Schlobitten (* 18. Februar 1770; † 14. April 1864), Witwe des Karl Wilhelm von Schrötter (1748–1819), Kanzler des Königreichs Preußen, Mutter des Politikers Wilhelm von Schrötter, verstarb in Angnitten[20]
- Wilhelm von Schrötter (1810–1876), Landrat des Kreises Preußisch Holland (1845–1876), von Februar bis Mai 1849 Mitglied der Frankfurter Nationalversammlung, verstarb in Angnitten am 29. Januar 1876 im 66. Lebensjahr[21][22]